# Różnówka-Kolonia
Różnówka-Kolonia – południowo-zachodnia część miasta Biłgoraja, położona w rejonie ulic Granicznej i Nowakowskiego.
Dawniej w gminie  Puszcza Solska. Włączona do Biłgoraja 1 kwietnia 1927.